# Közép-amerikai nyársasszarvas
A közép-amerikai nyársasszarvas (Mazama temama) az emlősök (Mammalia) osztályának párosujjú patások (Artiodactyla) rendjébe, ezen belül a szarvasfélék (Cervidae) családjába és az őzformák (Capreolinae) alcsaládjába tartozó faj.

## Rendszertani helyzete
Korábban ezt a nyársasszarvasfajt a vörös nyársasszarvas (Mazama americana) alfajának vélték; azonban a karotípusaik különböznek, a közép-amerikai nyársasszarvasé 2n = 50, míg a vörös nyársasszarvasé 2n = 68-70 között mozog.

## Előfordulása
A közép-amerikai nyársasszarvas előfordulási területe Közép- és Dél-Amerika legészakibb része. Dél-Mexikótól kezdve, Közép-Amerika nagy részén keresztül Kolumbia északnyugati részéig lelhető fel. Élőhelyének egyes részeit megosztja a Mazama pandora nevű szarvassal.
A vadászat és erdőirtás veszélyezteti.

## Alfajai
- Mazama temama cerasina Hollister, 1914
- Mazama temama reperticia Goldman, 1913
- Mazama temama temama Kerr, 1792

## Megjelenése
A szőrzete vöröses; a nyaka és alsó-elülső része sárgás.

## Életmódja
Főleg a trópusi, másodlagos erdőkben él; a tengerszinttől egészen 2800 méteres magasságig. Mexikóban a veteménybab (Phaseolus vulgaris) termesztők kártevőnek tartják.

### Fordítás
- Ez a szócikk részben vagy egészben  a   Central American red brocket című angol Wikipédia-szócikk ezen változatának fordításán alapul.  Az eredeti cikk szerkesztőit annak laptörténete sorolja fel. Ez a jelzés csupán a megfogalmazás eredetét és a szerzői jogokat jelzi, nem szolgál a cikkben szereplő információk forrásmegjelöléseként.